# Black Butterflies
Black Butterflies is een speelfilm over het leven van de Zuid-Afrikaanse dichteres Ingrid Jonker. De film is geregisseerd door Paula van der Oest; het scenario is van Greg Latter.
Op 6 februari 2011 was de voorpremière op het vierde PAC Festival. Op 31 maart 2011 ging de film in première. De film behaalde in mei 2011 de status van Gouden Film toen er honderdduizend kaartjes waren verkocht. Hoofdrolspeelster Carice van Houten kreeg in april 2011 voor haar rol de filmprijs voor beste actrice op het Tribeca-filmfestival in New York.
Black Butterflies is Engelstalig, hoewel Jonker Afrikaans sprak en dichtte en de regisseur, de producers en de meeste acteurs Nederlands zijn. De titel is ontleend aan het gedicht Rook en oker van Jonker.
Eerder zou Willem van de Sande Bakhuyzen optreden als regisseur, maar hij overleed voor de opnames konden beginnen. Voor het realiseren van de film verleende het Nederlands Fonds voor de Film een subsidie van 750.000,- euro. Producent is IDTV.

## Verhaal
Ingrid Jonker (1933-1965) is een Afrikaner. Haar ouders zijn gescheiden, ze woont met haar zus bij haar moeder en grootouders. Na het overlijden van haar moeder komen zij en haar zus te wonen bij haar vader, die ze als buitenstaanders behandelt. Ze trouwt en krijgt een dochter, Simone, maar later volgt een echtscheiding en is ze alleen met Simone. Het is het tijdperk van de apartheid, en haar vader Abraham Jonker is als minister van censuur voorstander en handhaver daarvan. Ingrid heeft een moeizame verhouding met hem, omdat ze tegenstander van apartheid is. Met de schrijvers André Brink en Jack Cope heeft ze tegelijkertijd relaties, ook iets wat haar vader afkeurt. Ingrid schrijft gedichten tegen de apartheid, die in de ogen van Abraham opruiend zijn. Een van de dichtbundels wil hij eigenlijk verbieden, maar op advies van zijn medewerkers ziet hij hiervan af, vanwege de rel die het zou veroorzaken omdat het om werk van zijn eigen dochter gaat. Ze laat hem een nieuw gedicht van haar lezen, ook weer tegen apartheid. Hij verscheurt het en wil haar nooit meer zien.
Ze lijdt aan depressies. Ze wordt daarvoor opgenomen, maar maakt zelf een eind aan haar leven door de zee in te lopen.
De film eindigt met de stem van de niet zichtbare Nelson Mandela. Hij draagt haar gedicht Die kind (wat doodgeskiet is deur soldate by Nyanga) voor bij zijn rede tijdens de eerste zitting van het eerste democratisch gekozen Zuid-Afrikaanse parlement op 24 mei 1994. Mandela noemt haar daar "Afrikaner én Afrikaan".

## Rolverdeling
- Carice van Houten als Ingrid Jonker
- Rutger Hauer als Abraham Jonker
- Liam Cunningham als Jack Cope
- Grant Swanby als Jan Rabie
- Martinus Van Der Berg als Maruis Schoon
- Graham Clarke als Uys Krige

## Verspreiding
Black Butterflies is aan ruim vijftig landen verkocht. De film is aangekocht door distributeurs in onder meer Frankrijk, Zwitserland, Hong Kong, Taiwan, Finland, Noorwegen, Zweden, Brazilië, Egypte, tientallen Afrikaanse en diverse Zuid-Amerikaanse landen.
De film ging op 22 juli 2011 in Zuid-Afrika in première tijdens het Durban International Film Festival. De bedoeling was de film ook in de meeste landen in de bioscoop uit te brengen, in de overige landen verschijnt de film direct op dvd.